# 16 Psyche
Psyche /ˈsaɪkiː/ (định danh hành tinh vi hình: 16 Psyche) là một trong mười tiểu hành tinh có khối lượng lớn nhất trong vành đai tiểu hành tinh. Nó có đường kính hơn 200 km và chứa xấp xỉ 1% khối lượng của cả vành đai. Nó còn là tiểu hành tinh kim loại kiểu M có khối lượng lớn nhất. Nó được cho là lõi sắt lộ ra của một protoplanet. Psyche được nhà thiên văn học người Ý Annibale de Gasparis phát hiện vào ngày 17 tháng 3 năm 1852 tại Napoli và được đặt tên theo Psyche, một nhân vật trong thần thoại Hy Lạp. Con số 16 có nghĩa rằng đây là tiểu hành tinh thứ 16 được phát hiện.

## Biểu tượng
Mười lăm tiểu hành tinh đầu tiên được phát hiện đã được các nhà thiên văn học gắn cho các biểu tượng như một cách để ký hiệu nhanh. Nhưng vào năm 1851, Johann F. Encke đã đề nghị sử dụng các con số:⑯, và 16 Psyche trở thành tiểu hành tinh đầu tiên được ký hiệu theo cách này (vào năm 1852 bởi James Ferguson). Tuy nhiên Psyche, cũng như một số tiểu hành tinh khác được phát hiện trong những năm tiếp đó, vẫn được gắn cho một biểu tượng riêng. Trong biểu tượng của Psyche (), nửa vòng tròn tượng trưng cho cánh bướm, biểu tượng của tâm hồn (psyche trong tiếng Hy Lạp nghĩa là 'tâm hồn'), và hình sao tượng trưng cho một ngôi sao.

## Đặc điểm

Mô phỏng quỹ đạo của Psyche.

Những quan sát qua ra-đa cho thấy Psyche có cấu tạo hoàn toàn bằng sắt và niken. Khác với một số tiểu hành tinh kiểu M khác, Psyche không có bất kỳ dấu hiệu nào về sự tồn tại của khoáng vật chứa nước trên bề mặt của nó, điều này phù hợp với nhận định rằng nó là một vật thể kim loại. Gần đây, tiểu hành tinh này đang được cho là có chứa lượng vàng trị giá lên tới 700 tỷ tỷ đô la Mỹ. Có thể tồn tại một lượng ít pyroxen.
Do đó có vẻ như Psyche là lõi kim loại của một vật thể lớn hơn đã bị phá hủy. Nếu điều này là đúng thì sẽ có những tiểu hành tinh khác có quỹ đạo tương tự với nó. Tuy nhiên Psyche không nằm trong nhóm tiểu hành tinh nào cả. Một giả thuyết cho rằng cú va chạm hình thành nên Psyche xảy ra rất sớm trong lịch sử Hệ Mặt Trời và tất cả những mảnh vỡ khác đã bị những vụ va chạm sau đó nghiền nát.
Psyche đủ lớn để có thể tính toán được tác động của nó lên các tiểu hành tinh khác, điều này cho phép ước lượng khối lượng của nó. Theo số liệu của IRAS, Psyche có đường kính 253 km. Quan sát sự che khuất sao của nó cho thấy kích thước 214×181 km, nhỏ hơn những tính toán ban đầu, dẫn đến tỷ trọng lớn hơn và phù hợp với một tiểu hành tinh kim loại.
Có vẻ như Psyche có bề mặt khá đồng đều và có dạng ellipsoid. Kết quả phân tích đường cong ánh sáng gần đây cho thấy điểm cực của Psyche hướng về tọa độ hoàng đạo (β, λ) = (−9°, 35°) hoặc (β, λ) = (−2°, 215°) với khoảng chênh lệch 10°, khiến trục quay của nó nghiêng 95°.
Hai lần Psyche che khuất sao đã được quan sát từ Mexico vào hai ngày 22 tháng 3 và 16 tháng 5 năm 2002. Những đường cong ánh sáng khác nhau cho thấy Psyche không có dạng cầu, điều này phù hợp với kết quả ra-đa.
Có khả năng ít nhất một vài mẫu thiên thạch enstatite chondrite có nguồn gốc từ Psyche do chúng có kết quả phân tích phổ học tương đồng với tiểu hành tinh này.

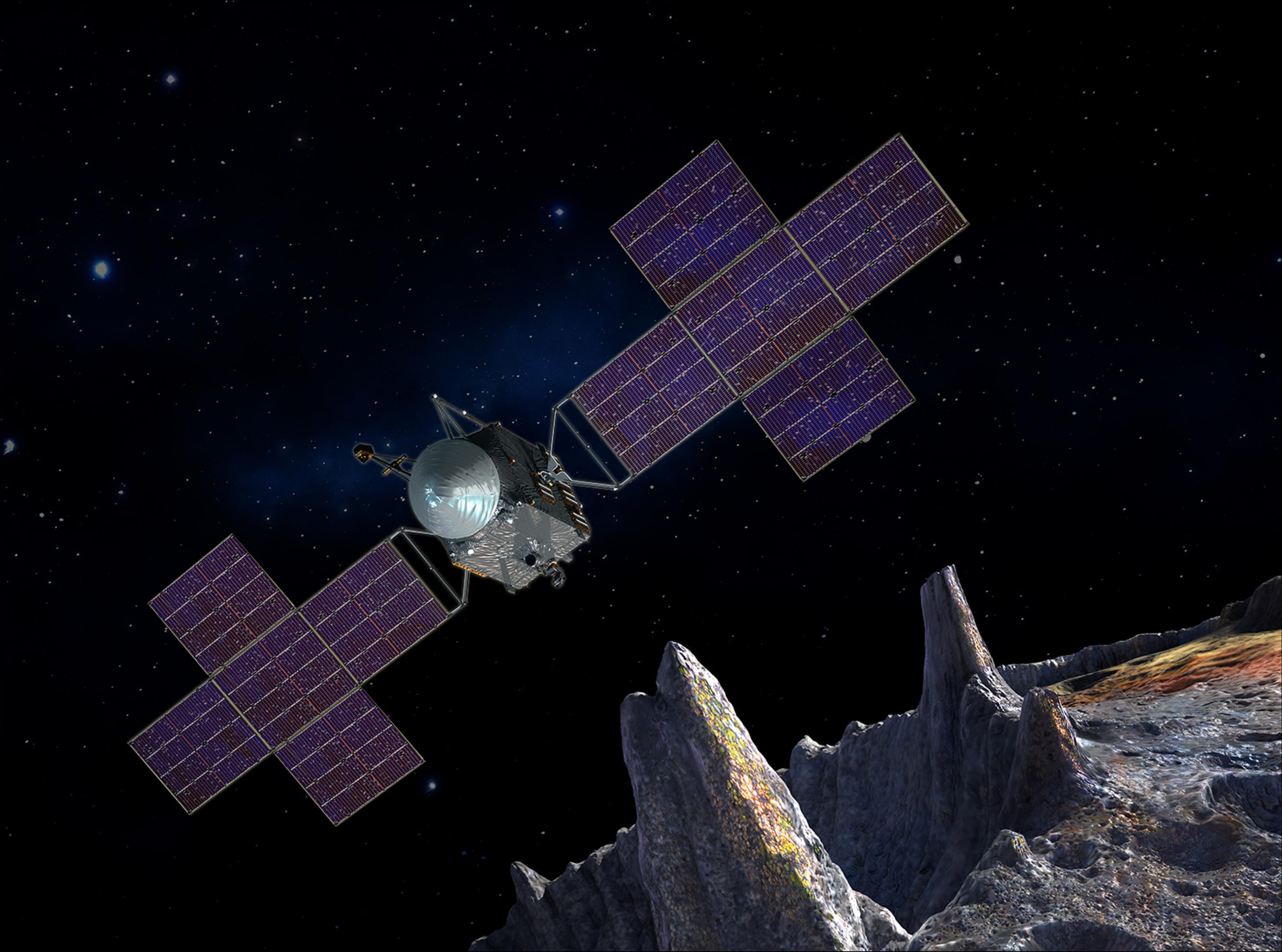
Cảm tưởng của hoạ sĩ về tàu vũ trụ Psyche quay quanh tiểu hành tinh Psyche

## Thăm dò
Chưa có tàu vũ trụ nào ghé thăm Psyche. Một nhóm các nhà khoa học do Lindy Elkins-Tanton dẫn đầu đã đề xuất một tàu vũ trụ không người lái bay xung quanh tiểu hành tinh này. Họ cho rằng Psyche cần được nghiên cứu vì nó là vật thể kim loại duy nhất từng được phát hiện. Tàu vũ trụ được đề xuất sẽ bay xung quanh Psyche trong 6 tháng để nghiên cứu địa hình, đặc điểm bề mặt, lực hấp dẫn, từ tính và những đặc tính khác của tiểu hành tinh này. Họ đã tiến hành kế hoạch được một năm rưỡi và dự định sẽ đệ trình lên Chương trình Khám phá của NASA.